# Johan Falk: Vapenbröder
Johan Falk: Vapenbröder, es una película de acción estrenada el 23 de septiembre de 2009 dirigida por Richard Holm. La película es la quinta entrega de la franquicia y forma parte de las películas de Johan Falk.

## Historia
Cuando un grupo de criminales quiere vender armas para un policía encubierto, el equipo de Johan Falk observa la operación, mientras tanto el gánster Frank Wagner también entra en el panorama. Cuando Seth Rydell, el líder de los criminales cambia de parecer y no quiere vender las armas, porque ha encontrado a un misterioso comprador y mercenario de Serbia con un envió más grande, Frank cambia de parecer y acude a Johan cuando obtiene una lista de armas requeridas por el nuevo comprador y se da cuenta de que no son solo AK, sino también equipamientos pesados como lanzagranadas automáticos.

## Personajes

### Personajes principales
| Actor                 | Personaje          | Ocupación                |
| --------------------- | ------------------ | ------------------------ |
| Jakob Eklund          | Johan Falk         | Oficial de la Unidad GSI |
| Joel Kinnaman         | Frank Wagner       | Informante / Infiltrado  |
| Jens Hultén           | Seth Rydell        | Gánster                  |
| Meliz Karlge          | Sophie Nordh       | Oficial de la Unidad GSI |
| Mikael Tornving       | Patrik Agrell      | Jefe de la Unidad GSI    |
| Anastasios Soulis     | Felix Rydell       | -                        |
| Henrik Norlén         | Lasse Karlsson     | -                        |
| Martin Wallström      | Martin Borhulth    | -                        |
| Jacqueline Ramel      | Anja Månsdottir    | Detective Inspectora     |
| Thomas W. Gabrielsson | Asim Popov         | -                        |
| Reuben Sallmander     | Tommy Ridders      | Oficial de la Unidad GSI |
| Ruth Vega Fernandez   | Marie Lindell      | -                        |
| André Sjöberg         | Dick Jörgensen     | Oficial de la Unidad GSI |
| Lars G. Svensson      | Lennart Jägerström | -                        |

### Personajes secundarios
| Actor                   | Personaje             | Ocupación                             |
| ----------------------- | --------------------- | ------------------------------------- |
| Zeljko Santrac          | Matte                 | Oficial de la Unidad GSI              |
| Christian Brandin       | Conny Lloyd           | Gánster / Miembro de la Banda de Seth |
| Anders Gustavsson       | Victor Eriksen        | Gánster / Miembro de la Banda de Seth |
| Erik Lundin             | Macke G:sson          | Gánster / Miembro de la Banda de Seth |
| Kyrre Hellum            | Egil                  | -                                     |
| Alvina Nilsson          | Luna Rydell           | Hija de Seth                          |
| Iso Porovic             | Komazec               | -                                     |
| Vera Veljovic-Jovanovic | -                     | Esposa de Komazec                     |
| Camilla Lundén          | Niki                  | -                                     |
| Roy Hansson             | Kenneth Alm           | -                                     |
| Zoltan Bajkai           | Lukic                 | -                                     |
| Adi Hadzic              | Zivkovic              | -                                     |
| Katarina Kovacs         | Läkaren               | -                                     |
| Jovan Siladji           | Gnistan Wedberg       | -                                     |
| Hanna Ullerstam         | Ann-Louise Rojas      | -                                     |
| Marie Richardson        | Helén Andersson (voz) | -                                     |
| Hans Westin             | -                     | Oficial                               |
| Anna Runa Kax           | -                     | Oficial                               |
| Ola Hedén               | -                     | Oficial                               |
| Peter Melin             | -                     | Escolta Policial                      |
| Fredrik Eriksson        | -                     | Escolta Policial                      |
| Christina Posse         | -                     | Paramédico / Conductor de Ambulancia  |
| Gert Johnsson           | -                     | Guardia de Detención                  |
| Jenny Rosengren         | -                     | Guardia de Detención                  |
| Alvina Nilsson          | Luna Rydell           | Hija de Seth                          |
| Carl Peter Carlsson     | -                     | Oficial de Policía                    |
| Måns Ellmark            | -                     | Oficial del Equipo SWAT               |

## Producción
La película fue dirigida por Anders Nilsson, escrita por Fredrik T. Olsson, con el apoyo de Anders Nilsson y Joakim Hansson en la idea, concepto y personajes.
Producida por Joakim Hansson, con la participación de los ejecutivos Klaus Bassiner, Tomas Eskilsson, Lone Korslund, Claudia Schröder, Åsa Sjöberg, Henrik Stenlund, Berit Teschner	(de ZDF), Niva Westlin (de TV4) y el productor de línea Marcus Björkman. 
La edición estuvo a cargo de Marianne Lindekrantz.
La música estuvo bajo el cargo de Bengt Nilsson, mientras que la cinematografía en manos de Per-Arne Svensson. 
Filmada en Gotemburgo, Västra Götalands län, en Suecia y en Bremen, Alemania.
La película fue estrenada el 23 de septiembre de 2009 en con una duración de 1 hora con 33 minutos en Suecia.	
Contó con la participación de la compañía de producción "Modern Studios". En el 2009 la película fue distribuida por "TV4 Sweden" en Suecia y en el 2015 por "Viasat 6" en Hungría.

### Emisión en otros países
| País     | Título                                       | Fecha de Estreno        |
| -------- | -------------------------------------------- | ----------------------- |
| Alemania | GSI - Spezialeinheit Göteborg - Waffenbrüder | 13 de noviembre de 2009 |
| Hungría  | Johan Falk: Fegyvertestvérek                 | 3 de enero de 2015      |
| Rusia    | Юхан Фальк 2                                 | -                       |